# إميلي فيثفول
إميلي فيثفول (بالإنجليزية:Emily Faithfull)  من (1835–1895) كانت ناشطة في حقوق المرأة، صحفية، كاتبة وناشرة. كما انها كانت مديرة جريدة المرأة الإنجليزية وقد كتب عنها رواية  إيما دونوغو 2008.

## السيرة الذاتية
ولدت إميلي فيثفول في 27 مايو 1835 في بيت قساوسة هيدلي في سري. كانت الابنة الصغرى للقس فرديناند فيثفول وإليزابيث ماري هاريسون. التحقت فيثفول بالمدرسة في كنسينغتون وقُدمت للمحكمة عام 1857. انضمت فيثفول إلى دائرة لانغهام بليس، المؤلفة من زميلات تشاركن التفكير ذاته وهن: باربرا لي سميث بوديتشون، وبيسي راينر باركس، وجيسي بوشيريت، وإميلي ديفيز، وهيلين بلاكبيرن. ناصرت دائرة لانغهام بليس للإصلاح القانوني بما يخص وضع المرأة (بما في ذلك حق الاقتراع)، وتوظيف المرأة، وتحسين الفرص التعليمية للفتيات والنساء.
آمنت فيثفول بجميع الجوانب لأهداف المجموعة الثلاث، إلا أنها ركزت على تعزيز فرص عمل المرأة. أشرفت الدائرة على تشكيل جمعية تعزيز عمل المرأة في عام 1859.
تورطت فيثفول في عام 1864 في قضية الطلاق بين الأدميرال هنري كودرينغتون وزوجته هيلين جين سميث كودرينغتون (1828-1876). اتُهم كودرينغتون بمحاولة اغتصاب فيثفول، وأُسقطت هذه التهم في وقت لاحق مع تطور القضية، ورفضت فيثفول الإدلاء بشهادتها. تضمنت المقولات حول ذلك، أن فيثفول وهيلين كانتا عشيقتين.
تأثرت سمعة فيثفول بسبب تورطها المحدود وارتباط اسمها بالقضية، ونبذتها مجموعة لانغهام بليس. تحركت فيثفول بعد تورطها بالقضية، لتدمير جميع أوراقها الخاصة، ولا سيما الرسائل المكتوبة من عائلتها وإليها، تاركةً وراءها القليل إلى جانب منشوراتها المهنية وبعض الرسائل والمقتطفات العزيزة.
كان كل من الممثل روتلاند بارينغتون وعالم الهنديات جون فيثفول فليت من أبناء إخوتها. ذكرت ريتشارد بيكوك من بين أصدقائها، وهو أحد مؤسسي شركة باير وبيكوك وشركاهما، وأهدتهم نسخة من إصدار إدنبرة من كتابها ثلاث زيارات إلى أمريكا بإهداء جاء فيه «إلى صديقي ريتشارد بيكوك إسق غورتون هول» في عام 1882. كانت الشاهدة على زواج جين بيكوك ابنة بيكوك من ويليام تايلور بيرشينوف، نجل جون بيرشينوف، مصنّع آخر ذُكر في ثلاث زيارات إلى أمريكا لمعاملته للموظفات في مصنع الحرير الخاص به في ماكليسفيلد، في كنيسة بروكفيلد التوحيدية، والتي بناها ريتشارد بيكوك في غورتون.
مُنحت فيثفول في عام 1888 معاشًا شهريًا مدى الحياة بقيمة 50 جنيهًا إسترلينيًا، وتوفيت في مانشستر.
مثلت فيثفول الشخصية الرئيسية في رواية إيما دونوغيو، الرسالة المختومة 2008، والتي تستند إلى قضية طلاق كودرينغتون عام 1864. 

## مطبعة فيكتوريا ومجلة فيكتوريا
أسست إميلي فيثفول في عام 1860 في لندن مؤسسة طباعة للنساء، دعيت مطبعة فيكتوريا، بهدف توسيع نطاق عملهن الذي كان محدودًا للغاية آنذاك. تولت مطبعة فيكتوريا النشر الدوري لجريدة المرأة الإنجليزية النسوية من عام 1860 حتى عام 1864. سرعان ما اكتسبت فيثفول ومطبعة فيكتوريا الخاصة بها سمعة لعملها الممتاز، وعُينت فيثفول بعد ذلك بوقت قصير مسؤولة الطبع والنشر تحت خدمة الملكة فيكتوريا، مما يشير إلى أن فيثفول كانت المسؤولة الرسمية للطبع والنشر عند الملكة فيكتوريا.
بدأت في عام 1863 بإصدار مجلة شهرية، مجلة فيكتوريا، والتي دأبت فيها على مدار ثمانية عشر عامًا بشكل مستمر وجاد على الدفاع عن مطالبات النساء بالعمل المربح. 

## النشاط
نشرت في يناير 1964، التقرير السنوي الأول لجمعية لندن التحررية للسيدات، وواصلت نشر أعمال أخرى نيابة عن هذه الجمعية. نشرت رواية تغيّر فوق تغيّر في عام 1868. عملت أيضًا كمحاضِرة، وألقت محاضرات بهدف تعزيز مصالح المرأة على نطاق واسع وبنجاح، في كل من إنجلترا والولايات المتحدة التي زارتها في عامي 1872 و1882.

كانت عضوة في جمعية المجتمع لتعزيز توظيف النساء، واعتبرت أن تصفيف المحارف (تجارة مربحة نسبيًا في ذلك الوقت) طريقة عمل محتملة يجب على النساء متابعتها. عارض ذلك اتحاد طابعات لندن، الذي كان مفتوحًا للرجال فقط وادعى أن النساء يفتقرن إلى الذكاء والمهارة الجسدية ليصبحن منضدات.
مارس الرجال ألاعيب لا تتصف بالرجولة على النساء، فقاموا بطلاء المقاعد والهياكل بالحبر ليتلفوا فساتين النساء، وخلط الأحرف في الصناديق، وتركها خالية من أحرف التنضيد. اتخذ الرجال الذين قدموا للمكاتب من أجل العمل في المطابع وتعليم الفتيات، أسماء مستعارة لتجنب اكتشافهم، إذ منعت اتحاد الطابعات مساعدتهم للمشروع البغيض. إميلي فيثفول 

## الأرشيف
توجد محفوظات إميلي فيثفول في مكتبة النساء ضمن مكتبة كلية لندن للاقتصاد. المرجع 7EFA.